# Cyrtochilum fractiflexum
Cyrtochilum fractiflexum là một loài thực vật có hoa trong họ Lan. Loài này được (F.Lehm. & Kraenzl.) Kraenzl. mô tả khoa học đầu tiên năm 1917.